# Witold Gombrowicz
Witold Gombrowicz, född 4 augusti 1904 i Małoszyce i närheten av Sandomierz norr om Kraków, död den 24 juli 1969 i Vence nära Nice i Frankrike, var en polsk författare. 
Han var yngsta barnet till Jan Gombrowicz och Antonina Ścibor-Kotkowska av Ostoja. Gombrowicz levde i exil i Buenos Aires i Argentina från 1939 till 1963 ofta på gränsen till armod. Först under 1960-talet fick han internationellt genombrott som författare och 1963 fick han ett stipendium från Ford Foundation för en vistelse i Berlin. 1964 bosatte han sig i Frankrike, i Vence nära Nice.
Gombrowicz räknas till de största namnen inom den absurdistiska litteraturen och teatern. Ferdydurke (1937), Yvonne, prinsessa av Burgund (1938) och Pornografi (1960) är de mest kända verken. I Sverige blev Gombrowicz populariserad tack vare Alf Sjöberg och Ingmar Bergman som iscensatte hans pjäser.